# Сірлорд Конте
Сірлорд Кевін Конте (нім. Sirlord Calvin Conteh, нар. 9 липня 1996, Гамбург, Німеччина) — німецький футболіст ганського походження, нападник клубу «Гайденгайм».

## Ігрова кар'єра
Сірлорд Конте починав грати в 2014 році у Гамбурзі в місцевому клубі аматорського рівня ТСВ «Сасел». Після того ще чотири сезони провів у другій команді клубу «Санкт-Паулі» в Регіональній лізі.
На професійному рівні Сірлорд дебютував у серпні 2019 року у складі клубу Ліги 3 «Магдебург». У 2022 році нападник підписав контракт з клубом «Падерборн 07», який виступав у Другій Бундеслізі.
У квітні 2024 року Конте підписав трирічний контракт з клубом «Гайденгайм». Контракт набрав чинності 1 липня 2024 року. Першу офіційну гру в новій команді футболіст провів 22 серпня 2024 року в матчі кваліфайраунду Ліги конференцій проти шведського  «Геккена» і вже на 31-й хвилині відзначився забитим голом. Конте став автором першого голу «Гайденгайму» в єврокубках.
25 серпня в матчі проти «Санкт-Паулі» Сірлорд Конте дебютував у німецькій Бундеслізі.

## Особисте життя
Молодший брат Сірлорда — Крістіан Конте, також професійний футболіст — гравець «Айнтрахта» з Брауншвейга.